# Meervoudig complexe ontwikkelingsstoornis
De meervoudig complexe ontwikkelingsstoornis wordt gezien als een autismespectrumstoornis waarbij problemen optreden bij het reguleren van emoties en gedachten en bij het functioneren in minder overzichtelijke sociale situaties. Angsten die het gevolg zijn van onvoldoende grip op de werkelijkheid kunnen leiden tot psychotische verschijnselen. De aandoening wordt vaak McDD genoemd, dat is de afkorting van de Engelse term Multiple-complex Developmental Disorder.
De symptomen die kunnen voorkomen zijn in drie groepen in te delen:
- Problemen in de sociale omgang met volwassenen en leeftijdsgenoten. Het kind heeft weinig of geen behoefte aan sociaal contact of vermijdt dit, zeker als het contact met meerdere mensen tegelijk betreft. Er is een gebrek aan cognitieve empathie - voornamelijk bij mensen die op een andere manier denken, het kind heeft weinig vriendschappen met leeftijdgenoten en vertoont aanklampend gedrag bij volwassenen.
- Problemen met regulatie van emotie en affect. Het kind is vaak angstig of gespannen. Er treden soms paniekaanvallen op. Vaak zijn de spanningen voor buitenstaanders niet te begrijpen of na te voelen. Op grond van deze symptomen ook wel omschreven als jeugdborderline.
- Denkstoornissen. Het kind heeft problemen om fantasie en realiteit te scheiden, er zijn verschijnselen van paranoia en megalomanie, vreemd taalgebruik (neologismen, glossolalie), bizarre gedachten en magisch denken. Op grond van deze symptomen ook wel omschreven als jeugdschizofrenie. Let wel, schizofrenie op jonge leeftijd is uiterst zeldzaam. Men zou zelfs kunnen stellen dat schizofrenie op jonge leeftijd niet bestaat omdat het brein gewoon nog niet rijp genoeg is.

Een behandeling is bij kinderen gericht op het steunen van de ouders bij de opvoeding, het bieden van structuur, het voorkomen en dempen van de angsten en het bevorderen van de gezonde mogelijkheden en vaardigheden. Volwassenen blijven vaak hulp en begeleiding nodig hebben bij wonen en werken.
Medicatie kan noodzakelijk zijn om angsten of neiging tot psychose te beperken.
McDD is niet afzonderlijk omschreven in de standaardwerken voor classificatie van aandoeningen ICD-10 en DSM-IV-TR.
In mei 2013 is de vijfde editie van de Diagnostic and Statistical Manual of Mental Disorders (DSM-5) gepubliceerd. Alle verschillende autisme-stoornissen (klassiek autisme, het syndroom van Asperger, atypisch autisme, meervoudig complexe ontwikkelingsstoornis (MCDD), PDD-NOS, desintegratiestoornis van de kinderleeftijd en het syndroom van Rett) werden samengevoegd en voortaan was er nog maar een autismediagnose: autismespectrumstoornis (ASS). Ook in de elfde versie van de International Statistical Classification of Diseases and Related Health Problems (ICD), het internationale handboek van de Wereldgezondheidsorganisatie, formeel van kracht sinds 1 januari 2022, zijn alle pervasieve ontwikkelingsstoornissen (behalve het syndroom van Rett) samengevoegd tot autismespectrumstoornis (ICD11: 6A02).